# Psalm 88
Psalm 88 – jeden z utworów zgromadzonych w biblijnej Księdze Psalmów. W numeracji Septuaginty psalm ten nosi numer 87.

## Ogólne informacje
Psalm 88 jest zaliczany do grona psalmów Synów Koracha oraz jest przedostatnim psalmem księgi trzeciej Psałterza. Warto zauważyć, iż  w nagłówku wymieniony został autor z imienia – Heman Ezrachita, którego zdaje się wspominać 1 Księga Królewska (1Krl 5,11).

## Treść
Psalm opowiada o przeżyciach Hemana Ezrachity. Podmiot liryczny zdaje się przeżywać głęboką depresję. Psalmista skarży się, że jest traktowany tak jakby już nie żył. Jego stan pogłębia także odsunięcie się wszystkich przyjaciół a nawet samego Boga Jahwe. Mimo głębokiego smutku i cierpienia ciągle zwraca się do Boga z prośbą o ocalenie. Psalmy o charakterze lamentacyjnym cechują się tym, że osoba doznająca udręki zawsze otrzymuje odpowiedź od Boga lub nadzieję na rozwiązanie problemu. W tym wypadku jest jednak inaczej. Treść psalmu najlepiej można oddać wersetem 19 spośród moich znajomych zostały mi tylko ciemność! Ciekawym jest, że redaktorzy tego tekstu nie dokleili szczęśliwego zakończenia. Zdaje się, że prowadzi to nas do wniosków, mówiących, że nie każdy kryzys w życiu można rozwiązać od razu.

## Teologia
- Ciemność – pojmowana w przenośni może wiązać się tutaj z jedną z dwóch idei znanych w Starym i Nowym Testamencie. Pierwsza z nich dotyczy Boga jako światłości i w przypadku Hemana oznacza oddzielenie od Boga. Druga wiąże się z grzechem i wewnętrzną ciemnością panującą w sercu człowieka[3].
- Cierpienie – według powszechnej opinii cierpienie jest swojego rodzaju próbą, której poddawani są ludzie wierzący np. Hiob. Podczas doświadczania cierpienia trudno jest ciągle zachować wiarę[4]. Wiele wskazuje na to, że Podmiot liryczny doświadczając cierpień opisanych w psalmie był w trakcie przechodzenia takiej próby.
- Ezrachita – tubylec należący do rdzennej ludności Kanaanu[1].
- Heman Ezrachita – istnieje możliwość, że cierpiał na trąd, który wzbudzał szczególną odrazę, ze względu na nieczystość rytualną[1].

## Judaizm
Psalm jest recytowany w czasie Hoszana Raba.